# Chaetostachydium
Chaetostachydium es un género con tres especies de plantas con flores perteneciente a la familia Rubiaceae. 

## Especies seleccionadas
- Chaetostachydium barbatum
- Chaetostachydium filiforme
- Chaetostachydium versteegii

## Sinónimo
- Chaetostachys